# Симеон Солунски
Свети Симеон Солунски (грч. Συμεών Θεσσαλονίκης; † 1429) био је грчки православни светитељ и архиепископ града Солуна у 15. веку. 

## Биографија
Одрастао је у цариградској породици. По монашењу узима име Симеон. Монашки живот проводи у манастиру Светог Калиста и Игњатија. Био је присталица Светог Григорија Паламе и исихаста. У Солуну је рукоположен у чин јеромонаха, и претпоставља се да је боравио на патријаршијском двору.
У чин епископа рукоположен је између 1416. и 1417. године у Цариграду. Неколика година касније изабран је за архиепископа града Солуна. Као Архиепископ, држао се даље од текуће политике, а од народа је тражио послушност према актуелној млетачкој власти. 
У време пада Византије, борио се против предаје Солуна османској војсци. Умро је у септембру 1429. године, неколико месеци пре него што су османлије освојиле Солун, у марту 1430. године.
Канонизован је за светитеља тек 1981. године.
Православна црква га прославља 15. септембра по црквеном календару.